# میرکو بیگزی
میرکو بیگزی (انگلیسی: Mirko Bigazzi؛ زادهٔ ۳ آوریل ۱۹۸۹) بازیکن فوتبال اهل ایتالیا است.
از باشگاه‌هایی که در آن بازی کرده‌است می‌توان به باشگاه فوتبال لیورنو، باشگاه فوتبال ارورا پرو پاتریا ۱۹۱۹، و باشگاه ورزشی اولیاننسه اشاره کرد.